# Gabinetto del Canada
Il gabinetto del Canada o consiglio dei ministri (in inglese: Cabinet of Canada, in francese: Cabinet du Canada o Conseil des ministres) è il principale organo esecutivo del governo del Canada.
Secondo i principi del sistema Westminster, il gabinetto è composto da ministri e presieduto dal primo ministro; tutti devono essere membri del Parlamento.
Tecnicamente, il gabinetto costituisce un comitato del Consiglio privato della Regina per il Canada, ma in pratica è in realtà il comitato esecutivo del governo canadese.

## Composizione
Il gabinetto è composto dal primo ministro, dai ministri e dal ministro di Stato, nonché da altri come il leader del governo alla Camera dei comuni o il presidente del consiglio del tesoro. I membri del gabinetto sono, per convenzione, tutti deputati o senatori.
A differenza di altri paesi che utilizzano il sistema Westminster, è consuetudine in Canada che tutti i ministri siedano nel gabinetto.
I membri del gabinetto sono nominati, a nome della regina, dal governatore generale su proposta del Primo ministro.
I ministri sono responsabili di un portafoglio che può includere un ministero o un'agenzia all'interno di un ministero. Sebbene il Primo ministro possa nominare ministri senza portafoglio, questa pratica non si è più verificata dal 1978.
I ministri di Stato sono responsabili dei compiti su una base più ad hoc e sono spesso posti sotto la responsabilità di un ministro.

## Gabinetto ombra
Il gabinetto ombra è un comitato di membri dell'opposizione ufficiale che agiscono come critici dei vari ministeri di gabinetto. Il suo scopo è gestire meglio l'opposizione al governo nominando un deputato responsabile delle critiche ufficiali di un ministero o di un ministro.